# Ernst von Bodelschwingh (Politiker)

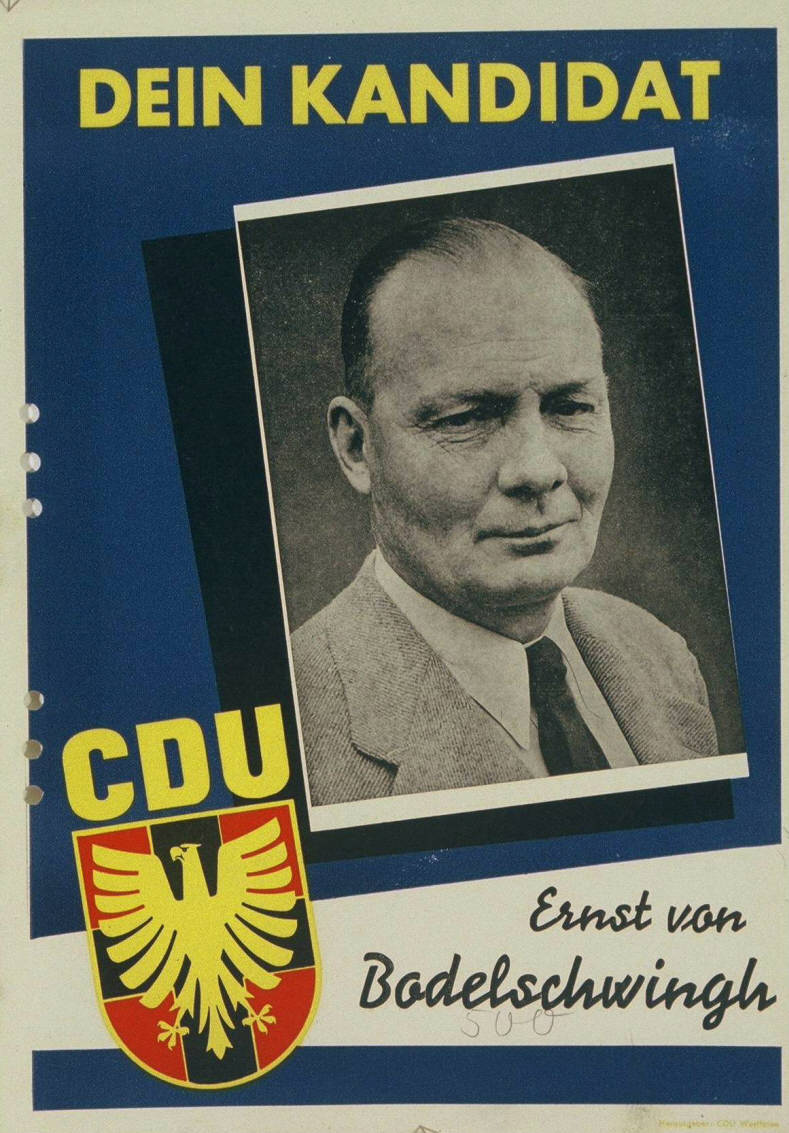
Kandidatenplakat Ernst von Bodelschwinghs zur Bundestagswahl 1957

Ernst von Bodelschwingh (* 8. September 1906 in Gadderbaum-Bethel, heute Bielefeld; † 2. April 1993 in Bielefeld) war ein deutscher Politiker der CDU.

## Leben
Ernst von Bodelschwingh war ein Sohn des evangelischen Pfarrers Wilhelm von Bodelschwingh und dessen Ehefrau Luise von Bodelschwingh sowie ein Enkel von Friedrich von Bodelschwingh dem Älteren, dem Gründer der v. Bodelschwinghschen Stiftungen Bethel. Er besuchte das humanistische Gymnasium in Bielefeld, das er 1927 mit dem Abitur abschloss. Anschließend absolvierte er eine landwirtschaftliche Lehre und studierte von 1929 bis 1932 Landwirtschaft in Bonn, Zürich und Königsberg.

## Wirken

### Frühe landwirtschaftliche Laufbahn
Nach dem Staatsexamen 1932 arbeitete er in land- und forstwirtschaftlichen Betrieben in Westfalen, Hessen, der Neumark und Ostpreußen. 1938 übernahm er die Bewirtschaftung des Familiengutes „Gut Haus Velmede“ in Weddinghofen, heute Stadtteil der Stadt Bergkamen.

### Politische Laufbahn
Bodelschwingh trat 1948 der CDU bei. Er war Mitglied der Gemeindevertretung Weddinghofen und des Kreistages im Kreis Unna. Dem Deutschen Bundestag gehörte er von 1953 bis 1965 an, er vertrat dort den Wahlkreis Unna – Hamm.